# مترو الجزائر العاصمة
مترو الجزائر هو قطار أنفاق وأحد شبكات النقل التي تخدم مدينة الجزائر العاصمة وضواحيها، يّشغله الهيئة المستقلة للنقل الباريسي - فرع الجزائر (RATP El Djazaïr - FR). يبلغ طوله حاليا 18,2 كم بـ 19 محطة معظمها تحت الأرض.
مترو الجزائر مشروع يعود تاريخه إلى سنة 1970 في عهد الرئيس هواري بومدين، وخطط له لمواجهة الانفجار الديموغرافي ومتطلبات النقل الجماعي الحضري للعاصمة الجزائرية، أول انطلاقة لإنجاز المشروع كانت في 1980، ولكن إنجازه تأخر نظراً للصعوبات المالية والأمنية في التسعينيات. عرف المشروع انطلاقة جديدة سنة 2003 بعد عودة الاستقرار للبلاد ودعم الرئيس الجزائري عبد العزيز بوتفليقة.
دشّنه رسميا يوم 31 أكتوبر 2011 الرئيس الجزائري عبد العزيز بوتفليقة، ووُضع في الخدمة العمومية يوم 1 نوفمبر 2011 بمناسبة ذكرى 57 لاندلاع ثورة التحرير الجزائرية، وهو يعتبر المترو الأول مغاربيا والثاني في أفريقيا بعد مترو القاهرة.
المرحلة الأولى من الخط الأول، «حي البدر»-«تافورة» الذي يمتد على 9.5 كم و 10 محطات، فتحت للخدمة العامة في 1 نوفمبر 2011. التمديد الأول من حي البدر نحو الحراش بـ4 كم و 4 محطات، افتتح للخدمة التجارية في 5 جويلية 2015.
مترو الجزائر مكمل لشبكات النقل الأخرى في مدينة الجزائر العاصمة وضواحيها: القطار الكهربائي للضواحي والترامواي وشبكة الحافلات وشبكة سيارات الأجرة والمصاعد الهوائية.

## التاريخ

### أول مشروعين عامي 1928 و1959

#### مشروع 1928

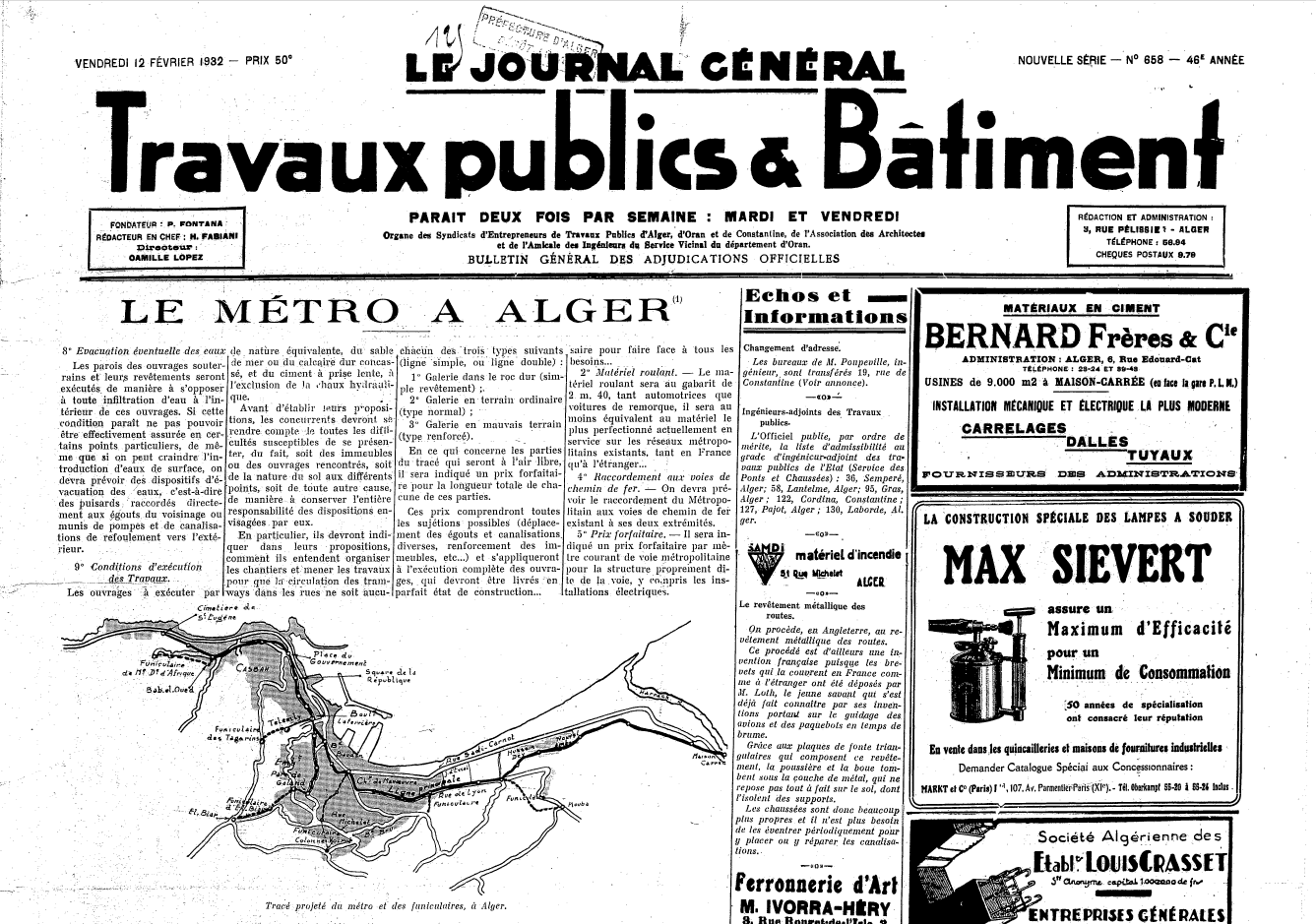
عنوان جريدة يوم 12 فيفري 1932 : «مترو الجزائر».

اقترح رئيس مجلس مقاطعة الجزائر في عهد الاستعمار يوم 3 نوفمبر 1928 بناء شبكة نقل عام جديدة في منطقة العاصمة والتي شملت شبكة قطار الأنفاق تحت الأرض كما في العاصمة الفرنسية باريس. دراسة المشروع بشأن إعادة تنظيم وسائل النقل العام أسندت إلى الشركة الفرنسية «أومينيوم ليون للسكك الحديدية والترام». أوصت النتائج التفصيلية للدراسة التي نشرت في أفريل 1929 على إمكانية إنشاء خط المترو. مدينة الجزائر والبلدات المحيطة هي التي اقترحتها جمعية البلديات لتجسيد شبكة قطار الأنفاق تحت الأرض تنطلق من سانت أوجين (حاليا بولوغين) إلى ميزون كاري (حاليا الحراش). ولكن لأسباب مختلفة انسحبت عدة بلديات، وبقيت العاصمة والأبيار والقبة عام 1932. حتى تخلى المجلس البلدي لمدينة الجزائر عن المشروع يوم 26 جويلية 1935 بسبب تقدير قيمة الإنفاق بـ80 مليون فرنك فرنسي.

#### مشروع 1959
أُقرِت دراسة جدوى جديدة لمشروع مترو الجزائر بعد نجاح مشروع شبكة ترامواي الجزائر في المدينة لكن من إصدار شركة فرنسية جديدة هي شركة أر أي تي بي ومنحت سنة 1959، ودعت مرة أخرى لإنشاء خط المترو من النوع ذاته الذي يشغل خط مترو باريس.
هذا الخط يبدأ من مفترق الطرق بوزريعة-كامبون وينخفض إلى باب الواد، ثم الانتقال إلى مكتب البريد العام في الجزائر العاصمة قبل أن ينقسم إلى فرعين، واحد إلى مفترق الطرق غاليني-روزفلت (حاليا ساحة أديس أبابا)، والثاني إلى حي الرويسو (حاليا بلدية بلوزداد).

### المشروع الحالي
اقتُرحت خطة جديدة للتنمية الحضرية لمنطقة الجزائر العاصمة بعد استقلال الجزائر، وأُعطت مهمة دراسة الجدوى لشركة الفرنسية لدراسة وتنفيذ النقل الحضري (كوميدور). أجريت بين 1969 و1970 للتخطيط لبناء شبكة قطار الأنفاق في العاصمة الجزائرية. في 1980 أُختيرت شركة سوفيرتو الفرنسية (حاليا سيسترا) بالإضافة إلى المؤسسة العمومية للنقل الحضري لمدينة الجزائر للمرة الأولى دراسة لاستكمال مشروع المترو في الجزائر العاصمة.

#### في 1980
أُجري تقييم أولي لمسار الخط الأول لمترو الجزائر وقدم إلى الحكومة الجزائرية في عام 1981. أعلن في عام 1982 عن فوز شركة سوفيرتو الفرنسية بالدراسة لإنشاء شبكة بـ64 كم. مع إعطاء الأولوية للشطر الأول بطول 12,5 كم. جرت الدراسات الفنية في فترة 1982 و1985.
أُنشئت مؤسسة مترو الجزائر المسؤولة عن المشروع في 24 نوفمبر 1984، وتكفلت بالمشروع شركتان إحداهما ألمانية والأخرى يابانية، لكن انهيار أسعار النفط في نفس الفترة من 30 دولارًا إلى النصف قلص من مداخيل الدولة الجزائرية، فتأجل التنفيذ.
خُصص مشروع البناء لشركة كوسيدار وسيدار الجزائريتين بعد ثلاث سنوات في جويلية 1988 وأوت 1989 ولكن بظهور الأزمة الاقتصادية والسياسية في البلاد أثناء تلك الفترة توقف المشروع نهائياً، على الرغم من ذلك أنجزت أربع محطات فقط في ظرف 15 سنة.

#### في 1990
اختيرت ساحة الأمير عبد القادر بمركز العاصمة في أكتوبر 1990، كأول محطة سميت بمحطة «عيسات إيدير»، وبدأ البناء في مارس 1993، وتلتها محطة الحامة سنة 1994.
تم الانتهاء من الشطر الأول الممتد من ساحة الأمير عبد القادر إلى غاية البريد المركزي بمسافة 450 م في عام 1994، وتبعها إنجاز مقطع آخر من محطة البريد المركزي إلى غاية محطة خليفة بوخالفة. أجري تقاطع بين نفقي «خليفة بوخالفة» و«أول ماي» في عام 1996.
أطلقت مؤسسة مترو الجزائر في عام 1999 مناقصة وطنية ودولية ووقع الاختيار على المجمعين الدوليين «سيسترا» الفرنسي لإدارة المشروع واتحاد شركتي «كوسيدار» الجزائرية و«ديفيداغ» الألمانية لتنفيذ وإنجاز أعمال الحفريات والهندسة المدنية في غضون 38 شهر.

#### الألفية الجديدة: تدشين المترو

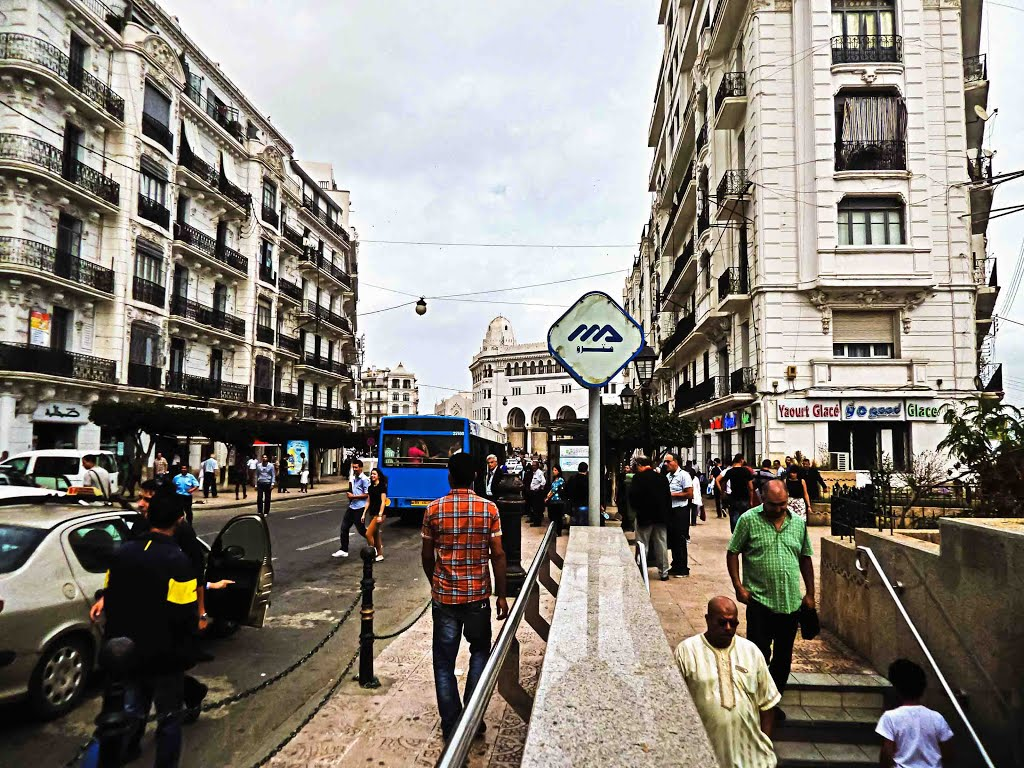
مدخل مترو الجزائر بتافورة وسط المدينة.

قررت الحكومة الجزائرية في عام 2002 مستفيدا من عودة التوازن الاقتصادي، إعطاء المشروع التمويل الكافي وتجديد الهياكل التنظيمية والتشغيلية من خلال برامج الاستثمارات العمومية التي أقرتها في إطار مخطط دعم الإنعاش الاقتصادي 2000 - 2005 وكذا المخطط التكميلي لدعم النمو 2005 - 2009.
أطلقت مؤسسة مترو الجزائر مناقصة دولية لاستكمال 4.1 كم المتبقية. تقدمت ثماني مجمعات للعرض، نورول (تركيا) وستفا (تركيا) وبولات (تركيا) وليسي (إيطاليا) وتوتو كوستروزيوني (إيطاليا) وجيسي تب / بيززاروتي (الجزائر / إيطاليا) وإترهب / رازيل / بيلفينجر بيرجر (الجزائر / فرنسا / ألمانيا) كوسيدار / إنفرافر / ديويداج (الجزائر / الجزائر / ألمانيا). تم اختيار ثلاثة منها، وهي ديقيداغ / كوسيدار / إنفرافير (14.6 مليار دينار)، ورازيل / بيلفينجر بيرجر / إترهب (16 مليار دينار)، وبيتزاروتي / جيسي تب (17 مليار دينار).
اختيرت المجموعة الأقل تكلفة (145 مليون يورو) في عام 2003، وهو المجمع الألماني الجزائري غاما (GAAMA) المكون من شركات ديفيداغ الألمانية (51٪)، والمتعاملين المحليين كوسيدار (35%) وإنفرافير (14%)، في حين شركة سيسترا الفرنسية سيكون مكتب تصميم للمقاول الرئيسي، ومنحوا 38 شهرا لاستكمال الحفريات والأشغال المدنية.
سلمت شركة مترو الجزائر في جانفي 2006 مهمة إنجاز النظام بالكامل للمجمع الفرنسي «سيمنس ترانسبورتايشن سيستمز» وتضمن ذلك وضع المعدات الثابتة ونظام الإشارة والكهرباء ومحطة التحكم المركزي (PCC) مقابل 150 مليون يورو، كما كلفت الشركة الإيطالية فينشي مقابل 121 مليون يورو ببناء المنشأت (المحطات العشر والمستودع مساحته 000 16 م² وأنظمة التهوية والسلالم المتحركة) والشركة الإسبانية «كونستروكثيونس ي أوخيليار دي فيروكاريلس» بتوفير العتاد من عربات مترو وغيره يتشكل من 14 قطار من 6 عربات للواحدة وتوفر مركبات مساعدة لأعمال الصيانة بمبلغ 112 مليون يورو.

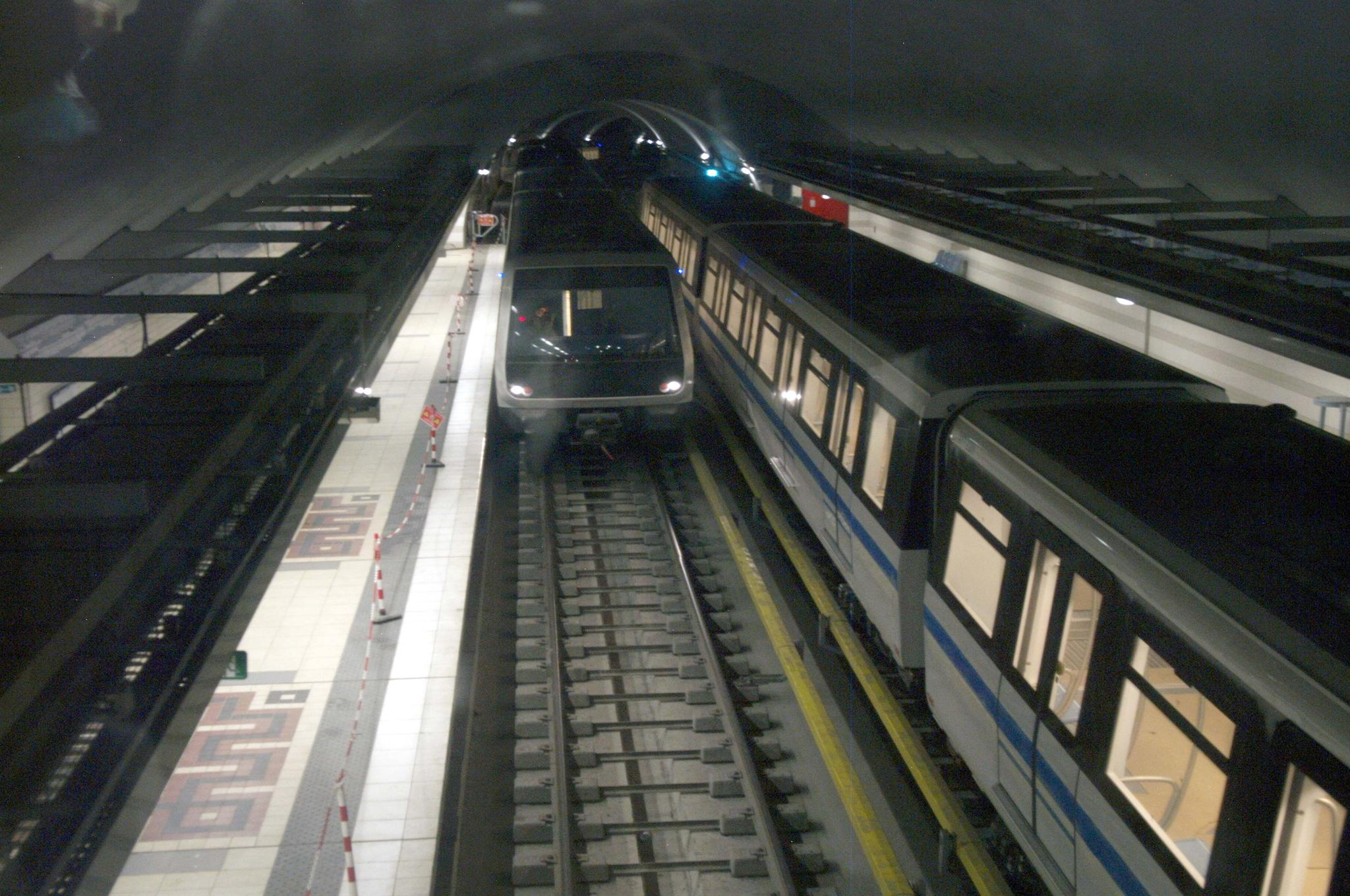
بعد أكثر من عقدين من التخطيط والتنفيذ، أصبح مترو العاصمة الجزائرية جاهزا لاستقبال أول ركابه.

اكتمل شطر الحامة - حي البدر المكون من أربع محطات و17 فتحة للتهوية والكابلات في الوقت المحدد. أعمال الهندسة المدنية والحفريات وتركيب السكك تم الانتهاء منها رسميا يوم 30 جوان 2007. تثبيت وتلحيم المسارات بطول 23 كم (حتى ورشة الصيانة بباش الجراح) بدأتها شركة تي سي أو (أشغال الجنوب-غرب) الفرنسية في أبريل 2007 لتُسلّم في شهر نوفمبر 2007.
تعاقدت مؤسسة مترو الجزائر في أغسطس 2007 مع فرع مؤسسة الهيئة المستقلة للنقل الباريسي لتشغيل وصيانة المترو لمدة ثماني سنوات بمبلغ 130 مليون يورو. تم توقيع العقد في 4 ديسمبر 2007.
تعاقدت مؤسسة مترو الجزائر مع شركة طاليس لتجهيز المحطات العشر بالنظام الكامل لدمج التذاكر، ويستند هذا النظام على حل مختلط الذي يجمع بين تكنولوجيا المغناطيسية إلى تكنولوجيا تماس البطاقات من نوع ب (type B). كما تجهز المحطات ببوابات التحكم (المدخلات والمخرجات) ونظام توزيع التذاكر وآلات بيع التذاكر للجمهور.
وصل أول قاطرة في 28 سبتمبر 2008 صنعتها شركة «كونستروكثيونس ي أوخيليار دي فيروكاريلس» من إسبانيا بالباخرة إلى ميناء الجزائر العاصمة، وصلت القاطرة الأخيرة في 8 أوت 2009.
تجارب تقنية للشطر الأول
شرعت الهيئة المستقلة للنقل الباريسي ابتداء من 8 سبتمبر 2011 لمدة أربعة أسابيع في رحلات تجريبية للمترو (استغلال غير تجاري). وأجريت التجربة التقنية الأولى لمترو الجزائر على مستوى الخط الرابط بين محطة البريد المركزي بوسط العاصمة وحي البدر بالقبة على طول 9,5 كم في أقل من 20 دقيقة. وقد انطلقت القاطرة المتكونة من ست عربات ومزودة بمكيفات الهواء في حدود الساعة 10:30 صباحا والتي أدت إلى إعجاب وزير النقل السابق عمار تو بمدى تقدم أشغال إنجاز المحطات العشر التي يضمها الخط الأول لمترو الجزائر وكذا ورشات الصيانة الواقعة بمنطقة باش جراح والتي تم الانتهاء من أشغالها ويتعلق الأمر بمحطات «عيسات إيدير» و«الحامة» و«حديقة التجارب» و«شارع المعدومين» و«حي عميروش» و«حي البحر والشمس» و«حي البدر».
2011 : الافتتاح

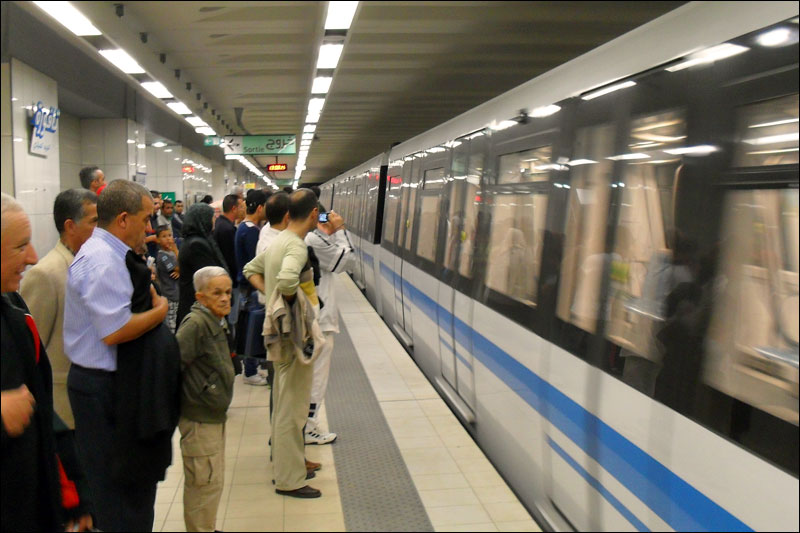
الاستغلال التجاري لمترو الجزائر.

دشّن الرئيس الجزائري عبد العزيز بوتفليقة يوم 31 أكتوبر 2011 رفقة وزير النقل السابق عمار تو بشكل رسمي مترو الجزائر الذي وضع حجرها الأساسي قبل ثلاثين عاما الرئيس السابق الشاذلي بن جديد، ثالث رئيس عرفته الجزائر. وقام بجولة رمزية عبره حيث اقتطع تذكرة من محطة المعدومين التي تعتبر نقطة مركزية للنقل الحضري تجتمع فيها مختلف وسائل النقل العصرية، بعد نزوله من الترامواي واستقل إحدى العربات باتجاه محطة البريد المركزي. بدأ استغلاله التجاري يوم الثلاثاء 1 نوفمبر 2011 بمناسبة الذكرى السابعة والخمسين لاندلاع حرب التحرير في الجزائر.
بلغت التكلفة الإجمالية للشطر الأول 100 مليار د،ج (حوالي 1,3 مليار دولار)، منها 30 مليار د.ج للهندسة المدنية و 47 مليار دج للمعدات. هذا الخط الأول يمتد على مسافة 9.5 كم وعشر محطات، يربط البريد المركزي في قلب العاصمة بحي البدر في بلدية باش جراح مرورا ببلديات سيدي محمد وبلوزداد وحسين داي. وتم إنجازه من قبل تكتل مكون من ثلاث شركات، الفرنسيتان "سيمنس فرنسا" و"فينتشي" والإسبانية "كاف"، على أن تقوم باستغلاله "مؤسسة مترو الجزائر" بالاشتراك مع مؤسسة "إدارة وسائل النقل الباريسية" (أر أي تي بي").

#### التمديد ب: حي البدر-الحراش

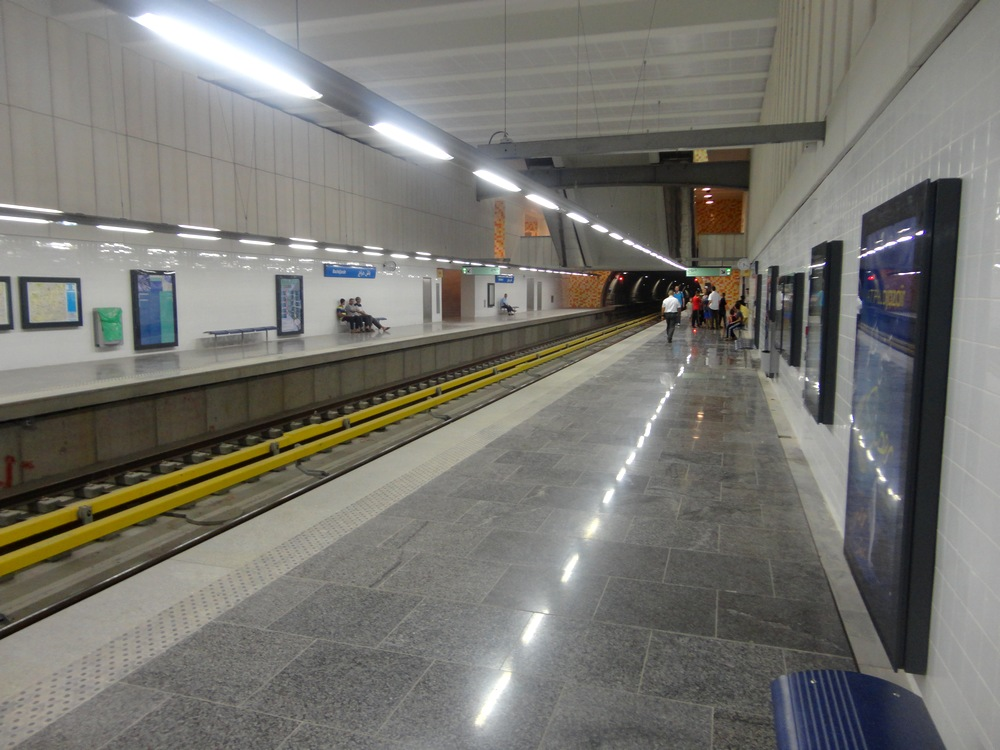
محطة باش الجراح، التمديد "ب".

التمديد ب (B)، الذي يمثل امتدادا للخط 1 من محطة حى البدر إلى الحراش، بطول 4 كم، ويحتوي على أربع محطات: باش جراح - تنس وباش جراح ومحطة الحراش والحراش وسط وجسر بـ 250 م فوق منحدر الطريق السريع لواد أوشايح (بين محطة حي البدر وباش جراح) يربط محطة حي البدر بـبلدية باش جراح قبل أن يخرج نحو الحراش و 3 منشأت لاستخراج الهواء والتهوية، وسيعبر نفق مترو الجزائر المجوف أسفل وادي الحراش بعمق 12 مترا تحت الأرض وهو الأول من نوعه في الجزائر.
قدمت أربع مجمعات عرضها، منها شركة رازيل الفرنسية بمبلغ 224 مليون يورو وفينشي مقابل 244 مليون يورو. قامت المجموعة الألمانية - الجزائرية - الإيطالية غاميكس (GAAMEX) في 6 نوفمبر 2007، المكونة من ديفيداغ (48٪)، كوسيدار (32٪) وتريفي (20٪)، بالحصول على صفقة الأشغال المدنية مع عرض من 215 مليون يورو وفترة 32 شهرا، وهي نفسها التي قامت ببناء الشطر الأول من الخط 1.
بدأت الأشغال شهر أوت 2008، وبعد مرور سنتين من الهندسة المدنية، سلم المجمع نهاية سنة 2012 تمديد الخط الأول للمترو في شطره الممتد من حي البدر إلى الحراش للمجمع الفرانكو- جزائري المتكون من شركة كولاس رايل الرائدة في تصميم وبناء وصيانة المنشآت الثابتة ومنشآت النقل المتحكم فيه في أوروبا والمؤسسة الجزائرية الخاصة «كوقك» المتخصصة أساسا في البناء والأشغال العمومية والهندسة المدنية حتى يقوم بتهيئة ووضع تجهيزات نظام المترو على مستوى توسعة حي البدر- الحراش في أجل أقصاه 23 شهرا بمبلغ يتراوح بين 85 و110 مليون يورو، على حساب كل من مجموعة فينشي / سيمنز أو تيكسيرا دوارتي البرتغالية.
احتفالا بمرور 50 سنة على استقلال الجزائر منحت مؤسسة مترو الجزائر ومؤسسة النقل الحضري إمكانية التنقل المجاني عبر وسائل النقل العمومية كالمترو والترامواي والمصاعد الهوائية أيام 4 و5 و6 جويلية 2012 من الساعة السابعة مساء إلى غاية الواحدة والنصف صباحا. احتفلت مؤسسة مترو الجزائر بالذكرى الأولى لتشغيل مترو الجزائر وذلك في الفاتح نوفمبر 2012، وذلك عبر بعض النشاطات التي نظمتها الشركة في محطاتها العشر. من بينها تنظيم مسابقة لزبائن المترو تسمح للفائزين بالحصول على اشتراك سنوي ضمنتها أسئلة بسيطة حول مترو الجزائر كعدد المحطات وطول مساره.
بدأ الاختبارات الفنية الأولى بين حي البدر ومركز الحراش في 8 ديسمبر 2014. أطلقت عملية التشغيل الأبيض بحضور وزير النقل في 14 يونيو 2015. تم افتتاح التمديد ومحطاته الأربعة يوم 4 يوليو من قبل رئيس الوزراء السابق عبد المالك سلال، ووضعها في الخدمة التجارية في اليوم التالي المزامن لعيد الاستقلال. منذ دخول هذا الامتداد حيز الخدمة، يعرف مترو الجزائر ارتفاعا في تردد المُسافرين بنسبة 40% ومحطات هذا الامتداد كلها مُجهزة بمصاعد تُسهل تنقل الأشخاص ذوي الحركة المحدودة وبسلالم ميكانيكية وثابتة.

#### التمديد ج: حي البدر-عين النعجة

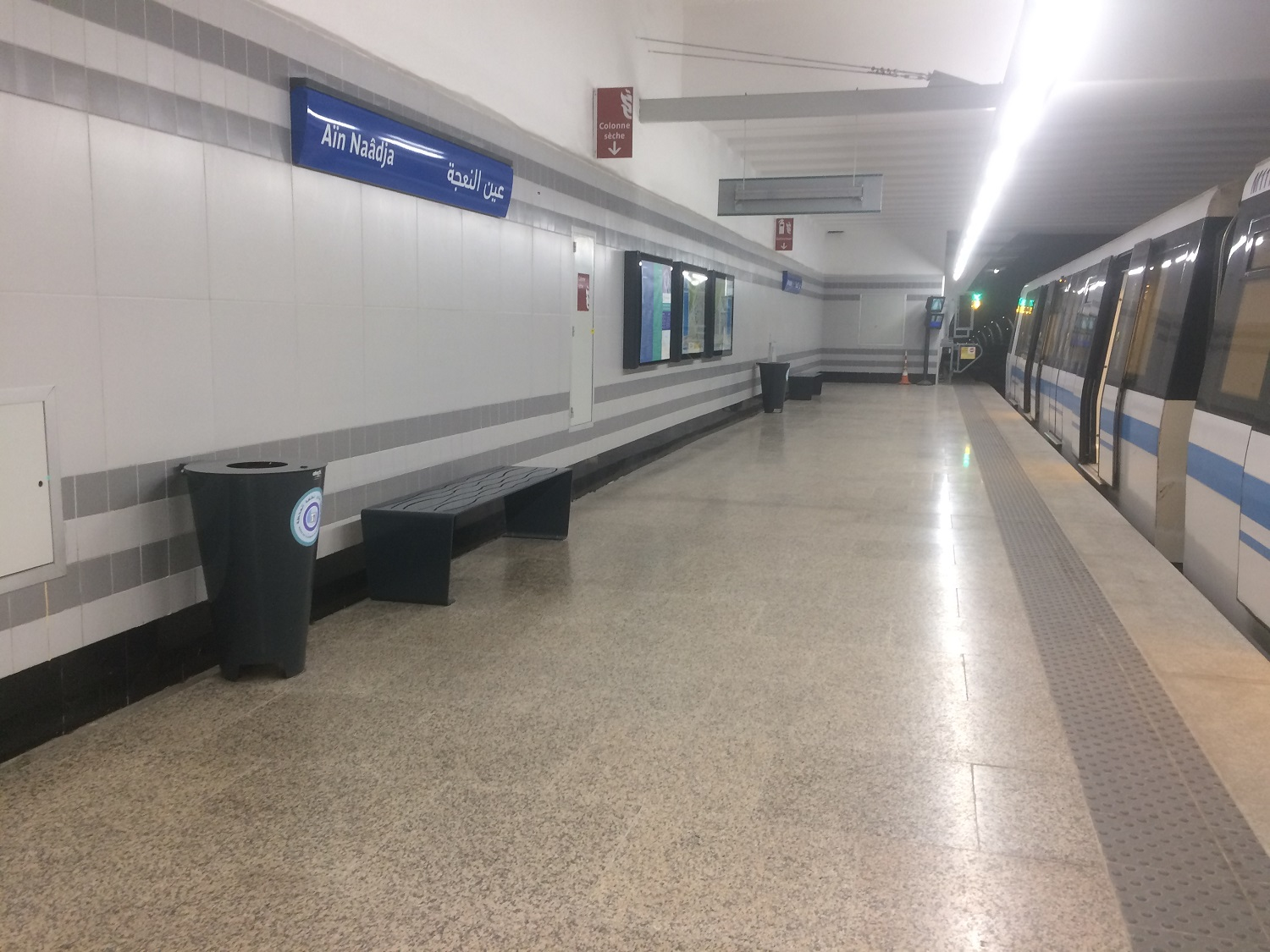
محطة عين النعجة.

التمديد ج (C) الذي يمثل امتدادا للخط 1 من محطة حى البدر إلى عين النعجة بطول 3.6 كم ويحتوي على 3 محطات: (محطة فوق الأرض: الورشات، تحت الأرض: جسر قسنطينة، عين النعجة) وجسر بـ 132 م بمحاذاة الطريق السريع لواد أوشايح ومركز الصيانة الخاص للمترو و 3 منشأت لإستخراج الهواء والتهوية، يربط محطة حي البدر ببلدية جسر قسنطينة.
حصل مجمع ديفيداغ وكوسيدار في أوت 2010 على صفقة الأشغال المدنية مع عرض من 140 مليون يورو وفترة 28 شهرا، وهي نفسها التي قامت ببناء الشطر الأول من الخط 1.
بدأت الأشغال في صيف 2011، وبعد مرور سنة من تسليم التوسعة الجديدة للمترو من حي البدر إلى الحراش، انتهت كلا من شركتي ديفيداغ الألمانية وكوسيدار الجزائرية أعمال الحفر في توسعة خط مترو الجزائر بين حي البدر وعين النعجة شهر أكتوبر 2013. افتتح الخط يوم 10 أفريل 2018.

#### التمديد أ: تافورة - ساحة الشهداء
التمديد أ (A)، الذي يمثل امتدادا للخط 1 من محطة تافورة إلى غاية ساحة الشهداء، بطول 1.7 كم ويحتوي على محطتين: علي بومنجل، ساحة الشهداء. منح أشغال الهندسة المدنية وتركيب الممرات في نظام متكامل لتمديد الخط 1 من محطة تافورة إلى ساحة الشهداء في 20 أبريل 2009 للمجمع البرازيلي-الجزائري المكون من كوسيدار الجزائرية ومؤسستي أندراري غوتييرز وتكسيرا دوارتي الأجنبيتين وزاجوب وجيسي تي بي (وريث جينيسيدير) بمبلغ 110 مليون يورو ووقت إنجاز يبلغ 42 شهراً.
تأخر العمل في هذا التمديد من أجل القيام بأعمال التنقيب الأثري حول ساحة الشهداء عند سفح القصبة (موقع التراث العالمي)، بعد اكتشاف البقايا التاريخية واستلزم وجود هذه الرفات الهامة حفر مواقع تحت الأرض.
قامت مجموعة GMAC بالتعاقد مع مؤسسة صومافيل البرتغالية لوضع السكة الحديدية وأشغال التمديدات بمبلغ 6.53 مليون يورو في جوان 2013 ولفترة أربعة عشر شهراً. افتتح التجاري يوم 10 أفريل 2018.

### جائحة كورونا
توقف مترو الجزائر العاصمة لمدة 18 شهرا و نصف بين 22 مارس 2020 و7 أكتوبر 2021 بسبب جائحة فيروس كورونا في الجزائر.

## الشبكة الحالية

الشبكة الحالية لمترو الجزائر.

يوجد خط وحيد للمترو مفعل في مدينة الجزائر العاصمة يربط بين المحطتين النهائيتين الحراش-وسط (بلدية الحراش) وعين النعجة (بلدية جسر قسنطينة) بمحطة ساحة الشهداء (بلدية القصبة)، وهو يمر على 10 بلديات محورية ومعروفة بكثافتها السكانية هي الحراش وبوروبة وباش الجراح وجسر قسنطينة والمقرية وحسين داي والحامة وسيدي أمحمد والجزائر الوسطى والقصبة التاريخية، ويمتلك المترو مستودعا لإيواء العربات وصيانتها يتواجد ببلدية باش الجراح تبلغ مساحته 16.000 م². وقطبي للتبادل يقع بشارع المعدومين (مترو-ترامواي- مصعد هوائي-حافلات) والثاني في مدينة الحراش (مترو-قطار الضواحي).
هناك خمسة عشر محطة قيد الإنشاء: 9 بعد محطة الحراش باتجاه مطار الجزائر العاصمة و6 بعد محطة عين نعجة باتجاه البراقي.
| الخط         | المحطات النهائية          | الافتتاح  | الطول  | المحطات | زمن الرحلة | السرعة   |
| ------------ | ------------------------- | --------- | ------ | ------- | ---------- | -------- |
| مترو الجزائر | ساحة الشهداء ↔ الحراش وسط | 2018-2015 | 15 كم  | 16      |            | 32 كم/سا |
| مترو الجزائر | حي البدر ↔ عين النعجة     | 2018      | 3.6 كم | 3       | 4 دقائق    | 32 كم/سا |

### الخط 1 (اللون الأزرق)
الخط 1 لمترو الجزائر  الذي يعبر بلديات جسر قسنطينة والحراش وبوروبة وباش الجراح والمقرية وحسين داي والحامة وسيدي أمحمد والجزائر الوسطى، إضافة إلى القصبة التاريخية. يمتد على طول 18.5 كم على سكة مزدوجة يربط مؤقتا المحطتين النهائيتين الحراش-وسط وعين النعجة بساحة الشهداء، يتكون هذا الخط من 19 محطة منها 17 تحت الأرض برصيف جانبي هي: «البريد المركزي، خليفة بوخالفة، ساحة أول ماي، عيسات إيدير، الحامة، حديقة التجارب، المعدومين، حي عميروش، حي البحر والشمس، باش الجراح-تنس، باش الجراح، الحراش محطة، الحراش-وسط» ومحطتين على السطح هما محطة «حي البدر» بثلاثة سكك ومرفأين مركزيين و محطة «الورشات». وقطبي للتبادل يقع بشارع المعدومين (مترو-ترامواي- مصعد هوائي-حافلات) وبوسط الحراش (مترو-قطار الضواحي).
القطارات تعمل على اليمين كما هو الحال مع شبكة الترامواي وقطارات الضواحي التابع لمؤسسة السكك الحديدية. مقياس القضبان هو المعيار 1,435 ملم، وامدادات الطاقة تأتي عن طريق الخط الثالث، مع تيار كهربائي ذات جهد يبلغ 750 فولت.
يبلغ طول المحطات 115 م وبعرض 23 م وبعمق تحت الأرض يتراوح بين ما بين 15 إلى 20 متر. أما عرض المرفأ فإنه يصل إلى 4 أمتار، وتتراوح عدد المداخل للمحطات ما بين 2 إلى 7 مداخل مجهزة بسلالم عادية وميكانيكية. ماعدا محطات الشطر الأول كل المحطات الأخرى تتوفر على مصاعد لذوي الاحتياجات الخاصة.
تم تلبيس وطلاء جدران المحطات بصنفين من المواد:
- الخزف بالنسبة لمحطات حديقة التجارب والمعدومين وعميروش والبحر والشمس.
- الصفائح المعدنية بالنسبة لمحطات الحامة وعيسات إيدير وساحة أول ماي وخليفة بوخالفة.
- أما محطات البريد المركزي وحي البدر فإنهما استفادتا من تهيئة خاصة من الناحية الهندسية.

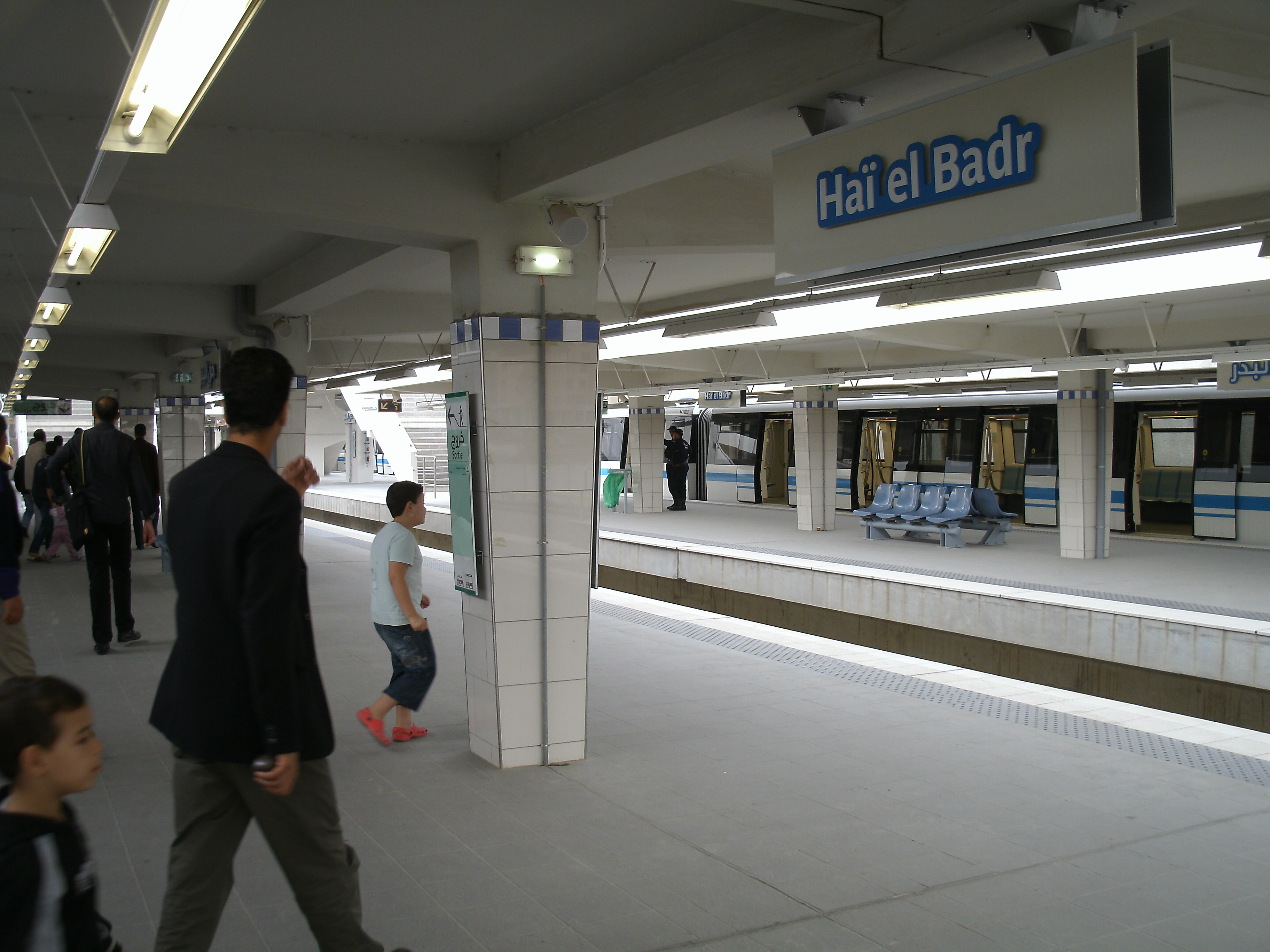
محطة حي البدر الموجودة فوق الأرض

#### المحطات

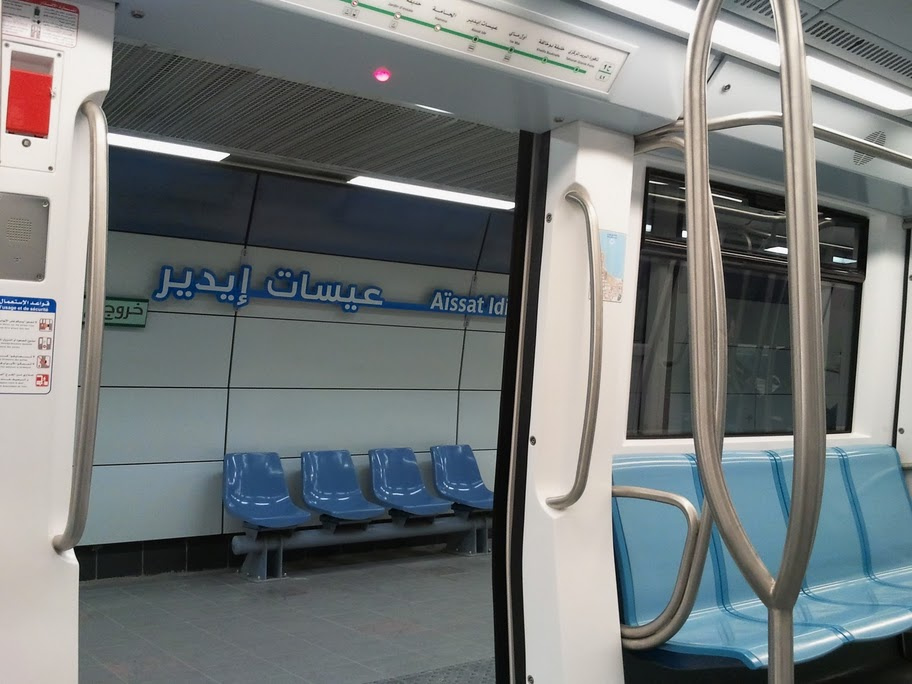
محطة عيسات إيدير.

يتم سرد المحطات من الضاحية الغربية إلى الضاحية الشرقية:
| شبكات ذات صلة | تاريخ الافتتاح | البلدية  | المحطة             |   |   |   | المحطة                   | البلدية        | تاريخ الافتتاح | شبكات ذات صلة      |  |
| ------------- | -------------- | -------- | ------------------ | - | - | - | ------------------------ | -------------- | -------------- | ------------------ |  |
|               |                |          |                    |   | ● |   | ساحة الشهداء             | القصبة         | 10 أفريل 2018  |                    |  |
|               |                |          |                    |   | ● |   | علي بومنجل               | الجزائر الوسطى | نوفمبر 2018    |                    |  |
|               |                |          |                    |   | ● |   | تافورة-البريد المركزي    | الجزائر الوسطى | 1 نوفمبر 2011  |                    |  |
|               |                |          |                    |   | ● |   | خليفة بوخالفة            | الجزائر الوسطى | 1 نوفمبر 2011  |                    |  |
|               |                |          |                    |   | ● |   | 1 ماي                    | سيدي محمد      | 1 نوفمبر 2011  |                    |  |
|               |                |          |                    |   | ● |   | عيسات إيدير              | سيدي محمد      | 1 نوفمبر 2011  |                    |  |
|               |                |          |                    |   | ● |   | الحامة                   | بلوزداد        | 1 نوفمبر 2011  |                    |  |
|               |                |          |                    |   | ● |   | حديقة التجارب            | بلوزداد        | 1 نوفمبر 2011  |                    |  |
|               |                |          |                    |   | ● |   | المعدومين                | حسين داي       | 1 نوفمبر 2011  | 1 (ساحة المعدومين) |  |
|               |                |          |                    |   | ● |   | عميروش                   | حسين داي       | 1 نوفمبر 2011  |                    |  |
|               |                |          |                    |   | ● |   | البحر والشمس             | حسين داي       | 1 نوفمبر 2011  |                    |  |
|               |                |          |                    |   | ● |   | حي البدر                 | المقرية        | 1 نوفمبر 2011  | 18 67 81           |  |
|               | 5 جويلية 2015  | باش جراح | باش الجراح - التنس | ● |   | ● | الورشات                  | باش جراح       | 13 سبتمبر 2018 |                    |  |
|               | 5 جويلية 2015  | باش جراح | باش جراح           | ● |   | ● | جسر قسنطينة              | جسر قسنطينة    | نوفمبر 2018    |                    |  |
| (الحراش)      | 5 جويلية 2015  | الحراش   | الحراش - محطة      | ● |   | ● | عين النعجة (حي 720 مسكن) | جسر قسنطينة    | 10 أفريل 2018  |                    |  |
|               | 5 جويلية 2015  | الحراش   | الحراش وسط         | ● |   | ● | محمد بوضياف              | جسر قسنطينة    | 11 ديسمبر 2025 |                    |  |
|               |                | الحراش   |                    |   |   | ● | محطة قطار عين النعجة     | جسر قسنطينة    | 11 ديسمبر 2025 |                    |  |
|               |                |          |                    |   |   | ● |                          | براقي          | 1 نوفمبر 2026  |                    |  |
|               |                |          |                    |   |   | ● |                          | براقي          | 1 نوفمبر 2026  |                    |  |

## الاستغلال
مترو الجزائر يشتغل طيلة الأسبوع من الساعة 5:00 صباحا حتى 9:00 مساء، بفواصل زمنية تتراوح ما بين 3 دقائق و 20 ثانية خلال أوقات الذروة، وكل 5 دقائق خلال أوقات التراخي. بينما يؤخر عمله إلى غاية 11:00 مساء بداية من دخول موسم الاصطياف وال 1 صباحا طيلة أيام شهر رمضان.
اختارت مؤسسة مترو شركة أر أ تي بي ديف التابعة للمجموعة الهيئة المستقلة للنقل الباريسي في سنة 2007 لتسيير شبكة الخط الأول لمترو الجزائر بمقتضى عقد مدته ثمان سنوات. ثم أنشئ في سنة 2009 فرع الجزائر (RATP - EL Djazier). ويشمل العقد تصدير الخبرة في التحكم في المترو للكفاءات المحلية وتدريبهم. وكلت شركة مترو الجزائر التابعة للدولة بتشغيل المترو في عام 2021.

### قاطرات المترو
عقد اتفاق بين مؤسسة مترو الجزائر وشركة كونستروكثيونس ي أوخيليار دي فيروكاريلس (CAF) الإسبانية المتخصصة في معدات السكك الحديدية لتزويد الخط الأول من مترو الجزائر بـ14 قطار في سنة 2006. سلمت الدفعة الأولى نهاية شهر سبتمبر 2008، والدفعة الثانية في شهر أوت 2009 على متن سفينة تلاغمة التابعة للشركة الوطنية للنقل البحري (cnan) من ميناء برشلونة نحو ميناء الجزائر، وبلغت تكلفتها حوالي 8 ملايين يورو لكل واحدة منها أي ما يعادل أكثر من 800 مليون دج.
قاطرات مترو الجزائر مجهزة بأرضية منخفضة مما يجعلها في متناول الناس من ذوي الاحتياجات الخاصة، وتوفر للركاب أقصى ظروف الراحة (المكيفات والإضاءة ونظام معلومات الركاب ونظام الدوائر التلفزيونية المغلقة). ويبلغ طولها 108 متر وعرضها 2.83 متر. كل عربة تحتوي على أربعة أبواب من كل جانب (المجموع 48)، الأجهزة الدافعة قادرة على دفع قاطرات المترو بسرعة قصوى تقدر بـ72 كم/ساعة.

### ورش العمل
مركز التحكم المركزي

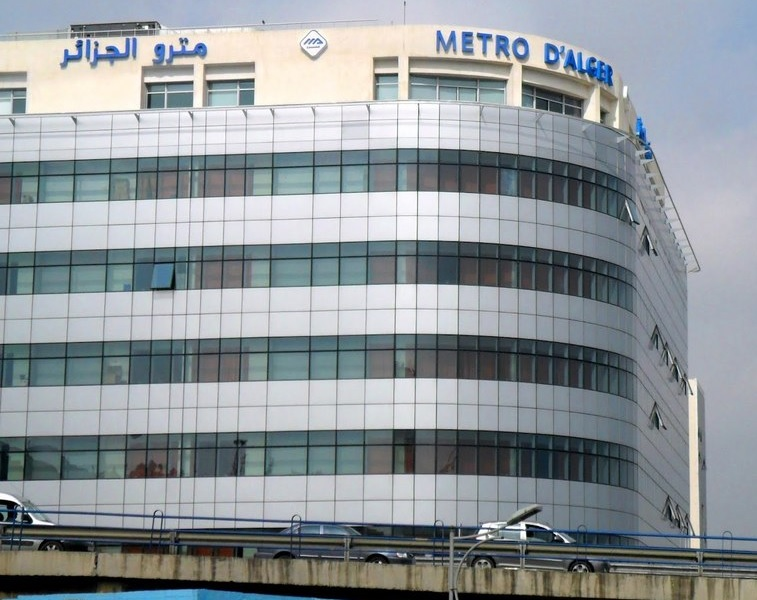
مركز التحكم المركزي في العناصر.

يشرف مركز التحكم المركزي لمترو الجزائر المُتواجد ببلدية الحامة العناصر على تسيير حركة المترو ومتابعة كل صغيرة وكبيرة من خلال كاميرات نصبت في كل أجزائه. ويوفر للموظفين رؤية شاملة لخط المترو والاستجابة المباشرة في حال حدوث حادث، وهو يتألف من مجموعتين: المنبر وجدول السيطرة البصرية (TCO). كما يسمح بالاتصال بالسائقين وهو بذلك يعد غرفة لتسيير حركة القطارات بصفة آنية. كما يتم التحكم بالطاقة الكهربائية انطلاقا من هذا المركز حيث تم ربط المترو بمحطتي الكهرباء المتواجدتين ببلديتي القبة والحامة.
تكفلت الشركة الإيطالية فينشي لبناء المشاريع الكبرى بتشييد المبنى. دشن رئيس الجمهورية عبد العزيز بوتفليقة مركز التحكم المركزي للمترو في إطار جولة تفقدية حملته لعدة مشاريع في العاصمة وقدمت للرئيس شروحات عن كيفية عمل المركز الذي يعد بمثابة غرفة عمليات وقيادة لتسيير مترو الجزائر.
ويُستخدم هذا النظام في العديد من قطارات الأنفاق حول العالم أبرزها مترو باريس (الخط 14)، مترو نيويورك (الخط ل)، مترو برشلونة (الخط 9)، مترو بودابست (خطي 2 و 4)، مترو باريس (خطي 3,5,1)، مترو ساو باولو (الخط 4).
مركز الصيانة
يوجد مركز الصيانة لمترو الجزائر بحي البدر في بلدية باش جراح على مساحة تبلغ 16.000 م² وتكفلت الشركة الإيطالية فينشي لبناء المشاريع الكبرى بتشييد المبنى، ويضمن هذا المركز تخزين عربات المترو وعملية الصيانة الروتينية للمعدات، وكذا تنظيف القاطرات يوميا وذلك بتوفره على تجهيزات غسل آلية. يتضمن المركز من المقرات التالية:
- المباني الإدارية
- منطقة تغسيل عربات المترو.
- منطقة إصلاح وصيانة العربات.
- مرأب للعربات.
- موقف السيارات.

### التسعير والتمويل
تسعيرة النقل المشترك (المترو والترامواي)

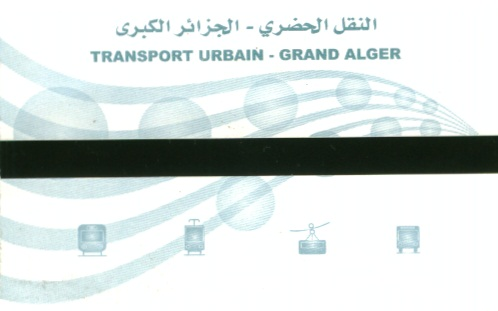
تذكرة رحلة عادية في متن مترو الجزائر.

غرض تسهيل التبادل لمستعملي مترو وترامواي الجزائر، تعرض مؤسسة مترو الجزائر تشكيلة أسعار بين هاتين الوسيلتين ليتمكّن المسافر من التنقل من وسيلة نقل لأخرى بنفس التسعيرة مع الاستفادة من التخفيض. هذه الاشتراكات تكون على شكل بطاقة من دون لمس شخصية وقابلة للتعبئة.
يشتري الركاب التذاكر على مستوى المحطات في شبابيك البيع أو في آلات التوزيع الموضوعة لهذا الغرض. كما تكون التذاكر موجودة على مستوى بعض المحلات التجارية منها أكشاك بيع الجرائد وأكشاك الهواتف العمومية وغيرها.
- التذكرة الواحدة (+): هذه التذكرة مخصصة للزبائن الغير دائمين والذين يتنقلون بالمناسبة على مجموع خطي الترامواي والمترو، سعرهذه التذكرة يقدر بـ70 دج أي بتخفيض 30 %.
- تذكرة 10 رحلات (+): تذكرة عشرة رحلات تقدر بـ 600 دج هذه التذكرة تسمح بـ 10 رحلات على مجموع خطي المترو والترامواي مع الاستفادة من تخفيض يقدر بـ15 %.
- الاشتراك الشهري (+): يقدر ثمنه بـ2500 دج مع الاستفادة من تخفيض يقدر بـ30 % للمسافر الذي يتنقل ذهابا وإيابا (6 أيام /7). هذا الاشتراك يسمح برحلات غير محدودة لمدة 30 يوما متتاليا على مجموع خطي المترو والترامواي.

تسعيرة النقل بالمترو
هذه الاشتراكات تكون على شكل بطاقة من دون لمس شخصية وقابلة للتعبئة
- التذكرة الواحدة (ذهاب): ثمن التذكرة الواحدة يقدر بـ 50 دج، هذه التذكرة مخصصة للزبائن الغير دائمين والذين يتنقلون بالمناسبة.
- تذكرة 10 رحلات: ثمن تذكرة 10 رحلات يقدر بـ 400 دج،[16] هذه التذكرة تسمح بـ 10 رحلات على جميع الخط، مع الاستفادة من تخفيض بـ 20 %.
- الاشتراك الأسبوعي: يقدر ثمنه بـ 540 دج مع الاستفادة من تخفيض يقدر بـ 10 %، هذا الاشتراك يسمح برحلات غير محدودة لمدة 7 أيام متتالية.
- الاشتراك الشهري: يقدر ثمنه بـ 2500 دج مع الاستفادة من تخفيض بـ 30%،[73] هذا الاشتراك يسمح برحلات غير محدودة لمدة 30 يوما متتاليا.

التمويل
يتم توفير التمويل اللازم لتشغيل الخط (التشغيل، المعدات، ونفقات الموظفين) من طرف شركة الهيئة المستقلة للنقل الباريسي. ومع ذلك، فإن أسعار التذاكر والاشتراكات لاتغطي تكاليف الفعلية للنقل عبر المترو. يقابل هذا النقص من قبل صندوق دعم النقل الجماعي الذي أسسته الحكومة الجزائرية في قانون المالية التكميلي لسنة 2008 بفرض ضرائب على السيارات والحافلات والشاحنات الجديدة واقتطاع 1% من رقم أعمال الوكلاء المعتمدين للسيارات لتوفير الموارد الضرورية لتمويل الصندوق.

## التمديدات والمشاريع

### تمديدات الخط 1 (الخط الأحمر)
وضعت مؤسسة مترو الجزائر ثلاث تمديدات للخط 1 وقد تم إنجازها:

#### من تافورة - البريد المركزي إلى ساحة الشهداء (التمديد أ)
يبلغ طول التمديد من محطة تافورة - البريد المركزي إلى غاية ساحة الشهداء في الشمال الغربي للجزائر العاصمة طوله 1,69 كم، ويتكون من محطتين : محطة علي بومنجل في بلدية الجزائر الوسطى، محطة ساحة الشهداء في بلدية القصبة. كان من المقرر تشغيله سنة 2015، إلا أنه افتتح في 10 أفريل 2018 بعد أن دشن من طرف رئيس الجمهورية في 9 افريل.
ويرجع هذا التأخر في الإنجاز بسبب إجراء حفريات أدت إلى اكتشاف أثار تعود للعصور العثمانية والرومانية والبيزنطية حول مكان ساحة الشهداء.
يتولى إنجاز توسيع المترو من محطة البريد المركز نحو ساحة الأمير عبد القادر المجمع الجزائري كوسيدار، في حين يتولى إنجاز الشطر الرابط بين ساحة الأمير عبد القادر وباب الوادي للمجمع الدولي المشكل من الجزائرية جوسي تي بي والشركتان البرتغاليتان زاغوب التابعة للمجمع البرازيلي أندرادي غوتيرز وتيكسيرا دوراتي.
أشغال مترو الجزائر على مستوى ساحة الشهداء سمحت باكتشاف أثار تعود للحضارات المتعاقبة على مدينة الجزائر على مر القرون كالفينيقيين، والرومان وجزائر بني مزغنة، وكذا للمرحلة العثمانية الأولى. وبالتالي تم تغيير المخطط وتعميق الحفر بنسبة 8% تحت الأرض ليتم إنجاز المترو على عمق 34 مترا عوض 19 مترا حفاظا على هذا الإرث التاريخي. وتم تشييد محطة-متحف في هذه المحطة كما هو الشأن في مدينتي روما (إيطاليا) وأثينا (اليونان).
المحطات
|  |   |  | المحطة       | البلدية        | شبكات ذات صلة |
|  | - |  | ------------ | -------------- | ------------- |
|  | ● |  | علي بومنجل   | الجزائر الوسطى |               |
|  | ● |  | ساحة الشهداء | بلدية القصبة   |               |

#### من حي البدر إلى عين النعجة (التمديد ج)
يبلغ طول التمديد من محطة حي البدر إلى غاية بلدية عن النعجة 3.6 كم، يتكون من ثلاث محطات : محطة الورشات، محطة جسر قسنطينة، محطة عين النعجة . بدأت أعمال الهندسة المدنية سنة 2011 وسلمت شهر مارس 2014، يليها تهيئة المحطات في شهر ديسمبر من نفس السنة، تتبع بعد ذلك بوضع السكك والتجهيزات الكهروميكانيكية، كان من المقرر تشغيله سنة 2016, إلا أنه افتتح في 10 أفريل 2018 بعد أن دشن من طرف رئيس الجمهورية في 9 افريل.
يتولى إنجاز هذا التمديد كل من شركتي كوسيدار الجزائرية وديفيداغ الألمانية اللتان نفذتا معا الشطر الأول من مترو الجزائر. يتضمن هذا التمديد على جسر يبلغ طوله 132 م فوق الطريق السريع الجنوبي لمدينة الجزائر العاصمة.
المحطات
|  |   |  | المحطة                   | البلدية     | شبكات ذات صلة |
|  | - |  | ------------------------ | ----------- | ------------- |
|  | ● |  | الورشات                  | باش جراح    |               |
|  | ● |  | جسر قسنطينة              | جسر قسنطينة |               |
|  | ● |  | عين النعجة (حي 720 مسكن) | جسر قسنطينة |               |

- الجزء 3 (في طور الإنجاز): الحراش - باب الزوار - مطار الجزائر الدولي، على مسافة 9 كم و 10 محطات يربط مدينة الحراش بحي حسان بادي والقطب الجامعي للحراش ومركز الأعمال لباب الزوار وكذا مطار الجزائر. الدراسة فاز بها مكتب الدراسات الكوري الجنوبي داهوا-بيسان مقابل مبلغ 486 مليون دج[84]، أُسندت صفقة إنجاز الهندسة المدنية لهذا الامتداد لشركة كوسيدار الجزائرية. يتوقع تدشينه في الثلاثي الأول 2026.[85]
- الجزء 4 (في طور الإنجاز): عين النعجة - براقي، على مسافة 6 كم و 6 محطات يسمح بالدخول مباشرة إلى قلب مدينة براقي التي صارت مزدحمة. كما يسمح هذا امتداد أيضا بالربط مع محطة القطار عبر محطة جسر قسنطينة وكذا المحطة المتعددة الخدمات لذات البلدية. وأسندت دراسة التمديد لكونسورتيوم الجزائري - الإسباني سيدم - إيدوم، مقابل مبلغ 446 مليون د.ج[84]، أُسندت صفقة إنجاز الهندسة المدنية لهذا الامتداد لشركة كوسيدار الجزائرية. يتوقع تدشين جزء منه في نهاية 2025 والجزء الآخر في نهاية 2026.[86]
- الجزء 5: ساحة الشهداء - باب الوادي - شوفالي، على مسافة 8 كم و 8 محطات يخدم كل من الدائرة الإدارية لـباب الوادي المعروفة بكثافتها السكانية وصعوبة الدخول إليها عن طريق النقل العمومي، حي الأبيار وشوفالي. الدراسة فاز بها مكتب الدراسات البرتغالي فاركونسالت، مقابل مبلغ 570 مليون دج.[84] وقد تم تقسيمها إلى :
  - المرحلة الأولى (ساحة الشهداء - باب الوادي): أعلن وزير النقل في جويلية 2019 عن بداية أشغال الحفر هذا الخط الذي يمتد على مسافة 2 كيلومتر ويشمل 3 محطات وهي: طالب عبد الرحمن، الساعات الثلاث، تريولي. وكل هذه المحطات مجهزة بمصاعد لذوي الاحتياجات الخاصة.

### الدراسات الجديدة لمترو الجزائر
أطلقت مؤسسة مترو الجزائر، يوم 3 نوفمبر 2011 مناقصة وطنبة ودولية لاختيار مكاتب الدراسات للقيام بالدراسات الأولية لتمديد الخط 1. منح عقود إجراء دراسات في 7 يونيو 2012 لانجاز امتدادات جديدة لثلاث مناقصات لمدة 24 شهر للخط 1 لمترو الجزائر يشكل في آفاق 2017 شبكة من 18 كم و19 محطة.
وتصل تمديدات المترو في آفاق 2022 إلى 33 كم و 32 محطة، وآفاق 2030 إلى 54 كم و 55 محطة، حسبما أعلنه يوم الثلاثاء 13 مارس بالجزائر العاصمة وزير الأشغال العمومية والنقل عبد الغني زعلان. يخدم البلديات الأكثر كثافة سكانية، منها:
- الجزء 3: ساحة الشهداء - باب الواد - شوفالي، على مسافة 8 كم و 8 محطات يخدم كل من الدائرة الإدارية لـباب الوادي المعروفة بكثافتها السكانية وصعوبة الدخول إليها عن طريق النقل العمومي، حي الأبيار وشوفالي. الدراسة فاز بها مكتب الدراسات البرتغالي فاركونسالت، مقابل مبلغ 570 دج.[84]
- الجزء 4: شوفالي - دالي إبراهيم - الشراقة - أولاد فايت - العاشور - الدرارية، على طول يقارب 14 كم، يمثل تفرعا نحو شوفالي - دالي إبراهيم – العاشور - الدرارية بطول 8 كم و 8 محطات إلى جانب تفرع آخر نحو دالي إبراهيم – الشراقة - أولاد فايت بطول 6 كم و 7 محطات. وتم منح صفقة الدراسة لمكتب دراسات البرتغالي فاركونسالت، مقابل مبلغ 799.64 مليون دج.[89]

### مقالات ذات صلة
- ترامواي الجزائر العاصمة
- المحطة البرية للخروبة
- أناسريف

### وصلات خارجية
- الموقع الرسمي.
- الصفحة الرسمية - الفايسبوك
- صفحة مترو الجزائر في الموقع الرسمي لشركة سمينز (Siemens).